# Брак в Древней Греции

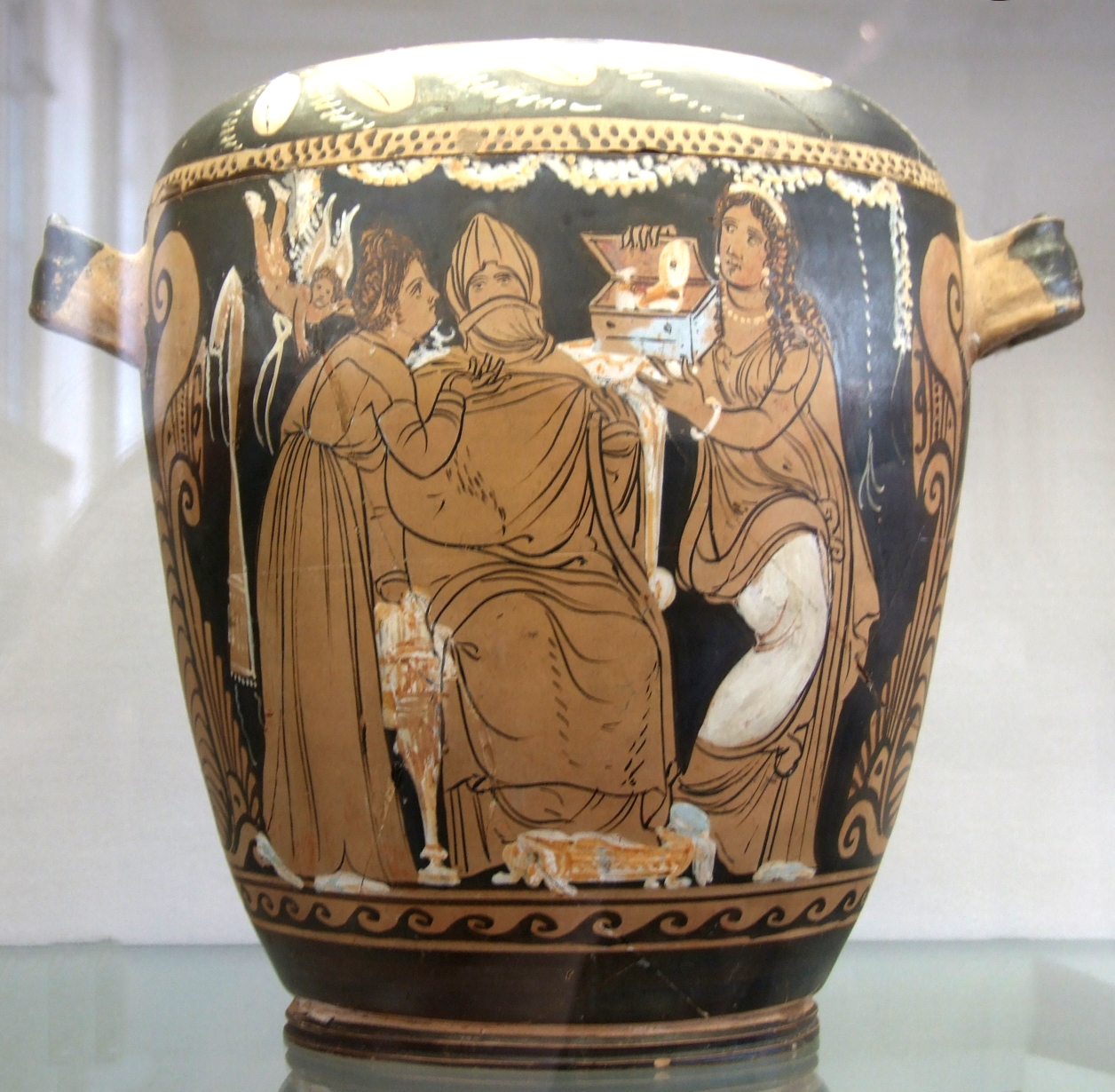
«Свадебные приготовления»

Брак у древних греков в меньшей степени основывался на личных отношениях и в большей степени на социальной ответственности. Целью и задачей всех браков было воспроизводство потомства, что делало брак вопросом, представляющим общественный интерес. Браки обычно заключались родителями, иногда прибегали к услугам профессиональных свах. Каждый город был политически независимым, и в каждом из них были свои законы, касающиеся брака. Чтобы брак был законным, отец или опекун женщины давал разрешение на брак подходящему мужчине, который мог позволить себе жениться. Осиротевших дочерей обычно выдавали замуж за дядей или двоюродных братьев. Свадьбы часто проводились зимой, так как считалось, что зима — сезон богини Геры, покровительницы браков. Пара участвовала в свадебной церемонии, однако именно совместное проживание делало брак законным. Замужество понималось как официальный переход из детства во взрослую жизнь для женщин.
Имеющиеся исторические записи по этому вопросу сосредоточены исключительно на Афинах или Спарте классического периода, причём в основном они касаются греческой аристократии. Учёные не уверены, были ли эти традиции распространены в остальной Греции и среди представителей низших классов, или же эти свидетельства уникальны для этих регионов и социальных классов. Существует также ограниченная информация о правилах бракосочетания в критском городе Гортина в архаический период. Она была получена из текста Гортинских законов.

## Законы касательно брака
Древнегреческие законодатели считали брак делом общественных интересов. Браки должны были быть моногамными. В соответствии с этой идеей, герои поэм Гомера по закону никогда не имеют более одной жены, хотя они могут иметь наложниц или любовниц. В своих «Законах» Платон предлагает наказывать любого мужчину, который не женился к тридцати пяти годам, потерей гражданских прав и финансовыми взысканиями. Он также желает, чтобы при выборе жены мужчина всегда учитывал интересы государства, а не свои собственные желания.

### В Афинах
Для того чтобы брак считался законным в Афинах, жених и невеста должны были быть свободными гражданами, а после 451 года до н. э. добавилось условие быть законными детьми из семей афинских граждан. Дети от таких союзов считались законными афинскими гражданами, когда достигали совершеннолетия. Богатые неграждане также могли жениться в Афинах, хотя и не получали тех же юридических прав. Однако афинскому гражданину не разрешалось жениться на иностранке, и наоборот, под страхом очень сурового наказания.

### В Спарте
В Спарте личные интересы стояли ниже общественных. Главной целью брака было деторождение. Один из примеров того, насколько важным рост населения был для спартанского правительства, можно найти в законах Ликурга, которые требовали наказывать тех мужчин, кто женился слишком поздно, либо неподходящим образом, а также против закоренелых холостяков, то есть тех, кто вообще не женился. Если женщина не могла зачать ребёнка собственного мужа, государство должно было разрешить ей жить с другим мужчиной. По тому же принципу, чтобы предотвратить конец династии, спартанскому царю Анаксандриду II было разрешено жить с двумя жёнами. Это был случай двоежёнства, которое, как замечает Геродот, совершенно не соответствовало ни спартанским, ни общеэллинским обычаям. Считалось, что долг каждого гражданина — вырастить для государства сильных и здоровых законных детей. Больных и слабых младенцев убивали, это было одним из первых примеров евгеники в истории.

### В Гортине
В Гортинских законах содержится информация, касающаяся брака в древней Гортине. Законность брака рассматривается в основном с точки зрения гражданства и политического статуса детей. Права детей от брака мужчины-раба и свободной женщины зависели от места проживания детей. Дети считались рабами, если супруги жили и воспитывали детей в доме мужчины-раба, дети становились рабами и собственностью владельца их отца. Если супруги жили и воспитывали детей в доме свободной женщины, то дети считались свободными. Дети, чьи отец и мать были рабами, тоже являлись рабами.

## Выбор супруги
Брак обычно заключался между родителями невесты и женихом. Мужчина выбирал себе жену по трём признакам: приданое, которое давал отец невесты жениху; предполагаемая плодовитость невесты; её умения, например, ткать. Обычно не существовало установленных возрастных ограничений для вступления в брак, хотя, за исключением династических браков, мужчины женились на девушках, достигших детородного возраста. Многие женщины выходили замуж к 14 или 16 годам, а мужчины обычно женились в возрасте около 30 лет.
Зять и тесть становились союзниками (др.-греч. ἔται, «сородичи») путём обмена подарками при подготовке к передаче невесты. Подарки означали союз между двумя семьями. Обмен также показывал, что семья женщины не просто продаёт или отвергает её; подарки оформляли законность брака. Подарком от невесты обычно был разнообразный скот.
Браки также заключались при встрече отцов молодой пары, которые заключали брак между своими детьми исходя из своих интересов, например в деловых или династических, мало заботясь о том, что думает о этом жених, и совсем не обращая внимания на желания невесты.
Муж мог иметь жену и наложницу. Если жена давала согласие, дети, рождённые от наложницы, признавались наследниками мужа. Такая практика была характерна в основном для состоятельных мужчин с высоким статусом, им разрешалось иметь несколько наложниц и любовниц, но только одну жену.
Независимо от общественных интересов, существовали также частные или личные причины, которые делали брак обязанностью. Платон упоминает одну из них как обязанность каждого жреца обеспечивать наличие преемника, которые после его смерти сменят его в качестве служителей божества. Другой причиной было желание, которое испытывал почти каждый человек, не только увековечить своё имя, но и предотвратить опустошение своего наследия, пресечение своего рода, а также оставить кого-то, кто мог бы ухаживать за его могилой. Исходя из этого, бездетные люди часто усыновляли нежеланных детей.
Близость по крови или родство, за редкими исключениями, не были препятствием для брака в любой части Греции, если между будущими супругами не было прямого родства. Таким образом, братьям разрешалось жениться даже на сёстрах, если они не были единокровными, например как это сделал Кимон, женившись на Эльпинике, хотя на связи такого рода, похоже, смотрели с отвращением.
Нет никаких свидетельств того, что любовь когда-либо играла важную роль в выборе законного супруга, но браки, заключённые по любви, безусловно, имели место быть.

## Наследование женщиной
В Афинах в случае смерти отца, не имеющего наследников мужского пола, у его дочери не было возможности свободно выбрать себе супруга. Женщины не были наследниками по современным европейским меркам, поскольку они не могла владеть землёй, но также не могли быть отделены от неё. Это означало, что любой мужчина должен был сначала жениться на ней, чтобы владеть землёй. По закону дочь такого отца должна была выйти замуж за ближайшего родственника, обычно за первого двоюродного брата или дядю, который был способен иметь детей. Если наследница и/или её потенциальный муж состояли в браке, они должны были развестись, если только отец не принял меры предосторожности и не усыновил нынешнего мужа своей дочери в качестве наследника до своей смерти. По законам Солона, такие пары должны были заниматься сексом минимум три раза в месяц, чтобы зачать наследника мужского пола. Если было несколько сонаследниц, их соответственно выдавали замуж за своих родственников, причём ближайший имел право первого выбора. Фактически наследница вместе с её наследством принадлежала родственникам семьи, так что в ранние времена отец не мог выдать свою дочь (если она была наследницей) замуж без их согласия. Однако в более позднем афинском праве, по которому отец имел право распоряжаться своей дочерью по завещанию или иным образом, это было не так; точно так же, как вдовы распоряжались своим браком по воле мужа, который по-прежнему считался их законным опекуном.
Такая же практика брака в семье, особенно в случае наследниц, преобладала в Спарте. Там такие женщины были известны как патрикии. Например Леонид женился на наследнице Клеомена I, как на своей ближайшей родственнице, а спартанский царь Анаксандрид II — на своей племяннице. Более того, если отец мог определится в отношении своей дочери, царский суд решал, кто из привилегированных лиц или членов одной семьи должен жениться на наследнице.
Аналогичная традиция существовала в критской Гортине. Там дочерей выдавали замуж в возрасте 12 лет, чтобы как можно быстрее произвести на свет наследника. Сначала на них могли претендовать дяди по отцовской линии, а если не было дядей, то следующее право на брак имели двоюродные братья по отцовской линии в порядке возраста. Если и в этом случае никто не мог претендовать на неё, она могла выйти замуж за кого пожелает «из племени из тех, кто подаст заявление». Однако если она отказывала первому претенденту, то должна была отдать ему половину своего наследства.

## Свадебные приготовления
Эллины старались проводить свадьбы преимущественно зимой, в месяц гамелион, эквивалентный январю. Этот обычай укоренился настолько, что само название месяца означает «месяц свадьбы». Считалось, что гамелион является месяцем богини Геры, покровительницы брака. В течение всего месяца ей приносились специальные жертвы.
Сватовство у эллинов оставалось вне сферы политического и правового регулирования. Оно было полностью предоставлено заботе и предвидению родителей или женщин, которые профессионально занимались сватовством. Профессия свахи, однако, похоже, не считалась очень почётной и не пользовалась репутацией.
В Афинах браки заключались между женихом и опекуном невесты, которым обычно был её отец. Опекун объявлял, что разрешает своей дочери выйти замуж. Женихи соревновались друг с другом за руку дочери. Они приносили экстравагантные подарки или соревновались в песнях, танцах или играх. Когда жених был выбран для дочери, жених и отец приступали к процессу, известному как «передача обещания в руки», во время которого двое мужчин пожимали друг другу руки и произносили несколько ритуальных фраз. Женщина не решала, за кого она выйдет замуж, кроме как при особых обстоятельствах, и не играла активной роли в процессе ритуала, что не выходило за рамки нормы для того времени. После ритуала обе стороны давали обязательное обещание, которое давалось до брака.
В Афинах обручение было фактически обязательно при совершении брачного договора. Его производил законный опекун невесты в присутствии родственников обеих сторон в качестве свидетелей. Ввиду этого опекун говорил: «Я отдаю тебе свою дочь для посева с целью производства законных детей», на что жених отвечал: «Я беру её». Афинский закон предписывал, что все дети, рождённые от брака, законно заключённого в этом отношении, должны быть законными, а следовательно, сыновья будут иметь право право наследовать поровну или в равных долях. Таким образом, казалось бы, что потомство от брака без супружеской пары теряло свои наследственные права, которые зависели от рождения от гражданина и законно обручённой жены. При обручении также решался вопрос о приданом жены.
В Спарте обручение невесты её отцом или опекуном было обязательным предварительным условием брака, как и в Афинах. Другим обычаем, свойственным спартанцам и являющимся пережитком древних времён, был захват невесты её будущим мужем. Однако она не сразу поселялась в доме мужа, а сожительствовала с ним некоторое время тайно, пока он не приводил её, а часто и её мать, в свой дом. Подобный обычай, похоже, преобладал на Крите, где, как нам рассказывают, молодые люди, изгнаные из агелы своих товарищей, немедленно женились, но не брали своих жён домой до некоторого времени после этого.

## Свадебная церемония

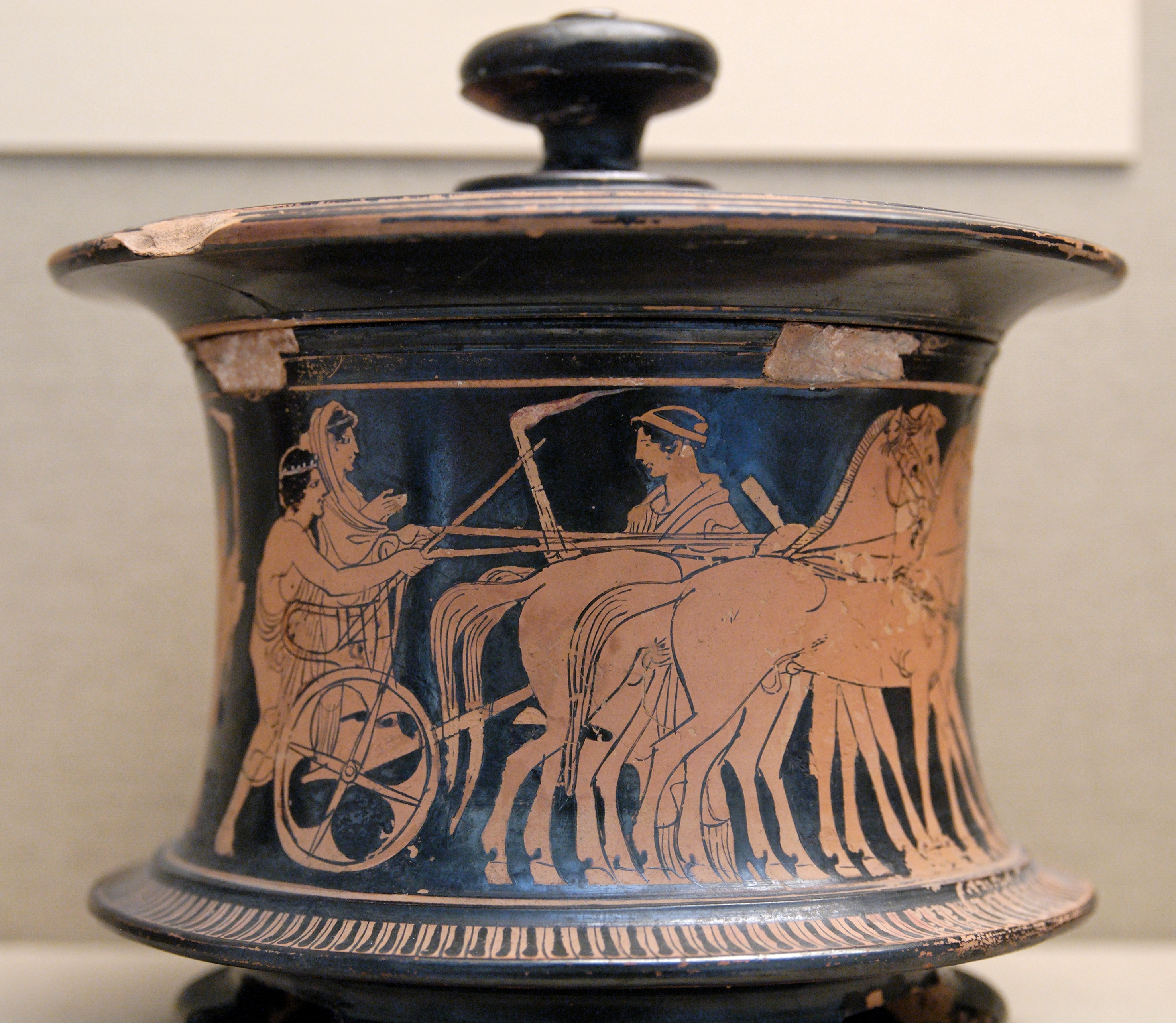
Свадебная процессия

Эллинская свадьба состояла из трёх частей, которые вместе длились три дня: проаулия — предсвадебная церемония, гамос — собственно свадьба и эпаулия — послесвадебная церемония. Большая часть свадьбы была сосредоточена на невесте. В Афинах, в частности, большая часть свадьбы проходила ночью.

### Проаулия
Проаулия — это время, когда невеста проводила свои последние дни с матерью, родственницами и подругами, готовясь к свадьбе. Проаулия обычно представляла собой пир, проводимый в доме отца невесты. Во время этой церемонии невеста делала различные подношения таким богам, как Артемида, Афина и Афродита. «Игрушки посвящались Артемиде девочками-подростками до замужества, как прелюдия к поиску мужа и рождению детей. Более значимым обрядом перед замужеством был ритуал срезания и посвящения пряди волос.»Также вероятно, что она должна была предложить этим богиням пояс, который носила с момента полового созревания. Эти подношения означали отделение невесты от детства и посвящение во взрослую жизнь. Они также устанавливали связь между невестой и богами, которые обеспечивали защиту невесты во время этого перехода.

### Гамос
Второй день свадьбы — гамос — был днём, когда невеста переходила из дома отца в дом её будущего мужа. Он начинался с предбрачного жертвоприношения, которое совершалось для того, чтобы боги благословили брачующихся. Дневные ритуалы начинались с брачной ванны, которую принимала невеста. Эта ванна символизировала очищение, а также плодородие, и вода подавалась из специального места или ёмкости, называемой лутрофорос. Затем жених и невеста делали подношения в храме, чтобы обеспечить плодотворную будущую жизнь. На свадебном пире в доме отца невесты присутствовали обе семьи. Однако мужчины и женщины сидели за разными столами, женщины сидели и ждали, пока мужчины закончат. Самым важным ритуалом свадебного дня была анакалиптерия — снятие фаты невесты. Это означало завершение перехода в семью мужа.
Женщина освящала брак, переходя в жилое помещение жениха. Как только женщина вступала в дом, «совместное проживание» узаконивало тот договор, который заключили жених и опекун невесты. На следующий день после свадьбы друзья невесты обычно посещали новый дом. Хотя причина появления этого обычая неизвестна, считается, что это могло быть сделано для облегчения перехода в новую жизнь.
Самой важной частью была свадебная процессия: колесница, управляемая женихом, привозила ещё нераскрытую невесту в его, а теперь и её, дом. За ними следовали родственники, приносящие подарки паре. Весь путь освещался факелами. Подарки часто были расписаны романтическими образами брака и молодожёнов. Вероятно, эти образы были выбраны для того, чтобы уменьшить страх невесты перед браком с мужчиной, который часто был чужим для неё человеком. По прибытии в дом их встречала свекровь и вела прямо к домашнему очагу. В этот момент пару осыпали сушёными фруктами и орехами, чтобы благословить их на плодородие и процветание. Именно в этот момент жених вёл невесту в комнату невесты, где с неё ритуально снимали фату.

### Эпаулия
Третьим свадебым днём была эпаулия. В этот день подарки преподносились родственниками супругов и официально вносились в дом. Подарки часто были связаны с новой сексуальной и домашней ролью жены. Среди распространённых подарков были украшения, одежда, духи, горшки и мебель.

### Свадебные церемонии в Спарте
Спартанский брак был куда менее изысканным, чем афинский. Спартанских женщин добровольно захватывали в плен и одевали в мужскую одежду, а волосы брили, как у мужчины. В таком наряде невесту укладывали одну в темноте, куда прокрадывался трезвый жених, снимал с неё пояс и относил в постель. Поскольку мужчины должны были спать в казармах, он вскоре уходил. Этот процесс прокрадывания продолжался каждую ночь. Невеста помогала этому процессу, планируя, когда и где им безопасно встречаться. Иногда этот процесс продолжался так долго, что пары рожали детей, прежде чем встретиться при свете дня. Также вероятно, что спартанские женщины выходили замуж не так рано, как афинские, поскольку спартанцы хотели, чтобы невеста была в расцвете сил, с развитым телом, а не слабой или незрелой. В среднем спартанским невестам было около 18 лет, женихам — около 25. Нет никаких свидетельств того, было ли получено согласие родителей жениха и невесты перед этим видом брака, но, насколько можно судить по источникам, он был общепринят всеми спартанцами.

### Свадебные церемонии в критской Гортине
О брачных церемониях в Гортине известно немного, но некоторые свидетельства говорят о том, что невесты могли быть совсем юными и продолжали жить в доме своего отца до тех пор, пока не могли вести хозяйство мужа.

## Супружеская жизнь

### В Афинах

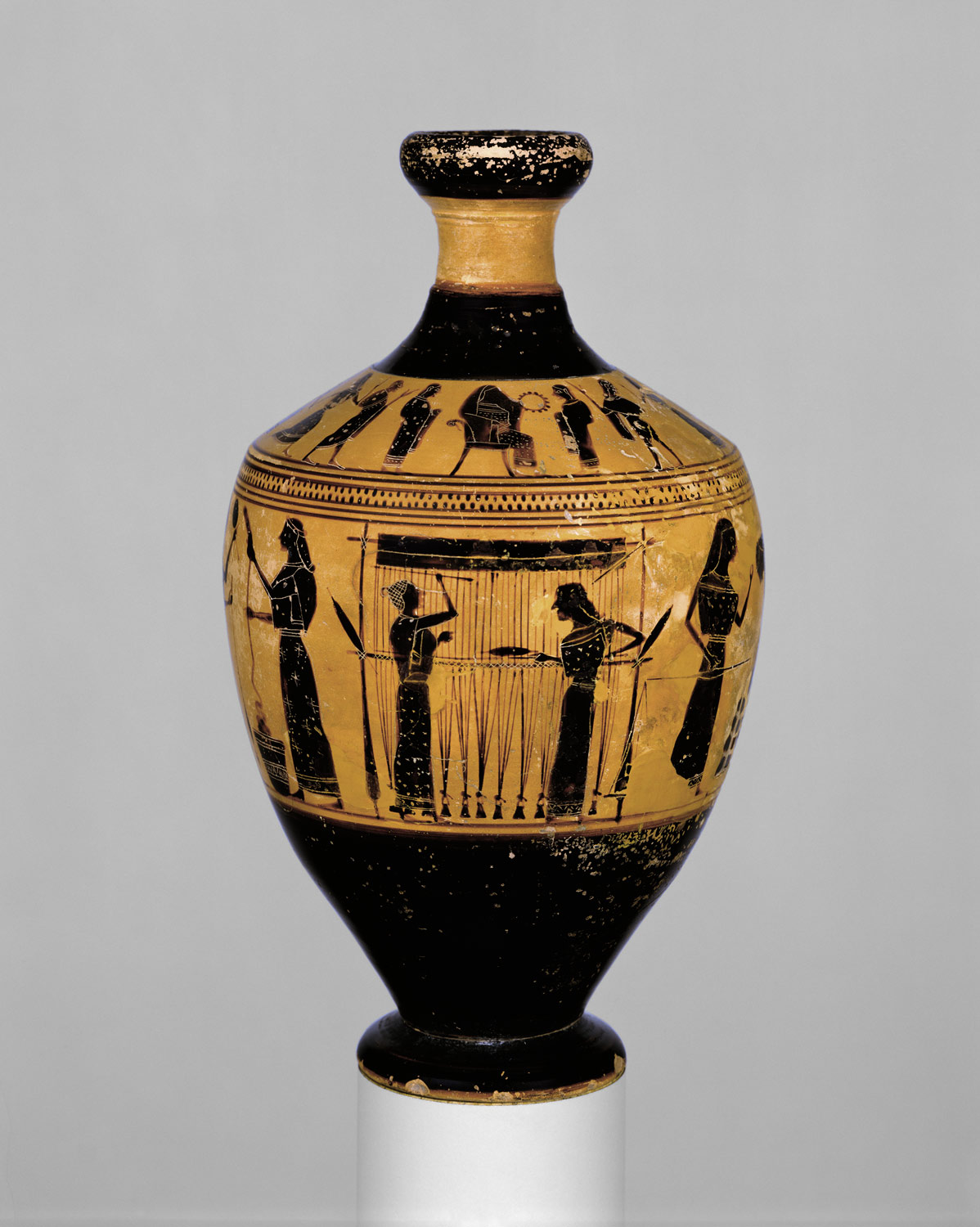
Женщины за работой

После вступления в брак начиналась домашняя жизнь. Домашнее пространство и обязанности делились на мужские и женские. Женщины жили в женской части дома — гинекее, который располагался на втором этаже здания либо в его задней части, мужчины жили и проводили время в мужской части дома — андрон. Это делалось для того, чтобы женщины не попадались на глаза гостям или незнакомым людям. Любые развлечения также проводились в мужском помещении, чтобы женщины были скрыты. Считается, что уединение женщин могло служить символом статуса, поскольку только богатые семьи могли позволить себе иметь помещение и слуг, чтобы держать своих женщин в полном уединении. Уединение женщин также гарантировало законность любых рождённых от неё детей. В гинекее вместе жили свободные женщины и рабыни, которые вместе ткали. Ткачество и шитьё считалось невероятно важным занятием для женщин, и они часто приносили особенно прекрасные работы в дар богам. Если женщины хотели работать на улице в тёплые дни, они могли делать это во внутреннем дворе. Для женщин также было важно иметь возможность следить за домашним хозяйством и рабами в отсутствие мужа. Муж «обучал» свою жену делать это должным образом, поскольку мужчины могли уезжать на длительные периоды времени для решения вопросов общественного или военного значения.

### В Спарте
И женатые, и холостые спартанцы продолжали жить в казармах до тридцати лет как в мирное, так и в военное время. Считалось, что такое раздельное проживание мужа и жены сохраняло страсть в их отношениях, поскольку возможности для занятий сексом были скудными. Считалось, что дети, зачатые от страсти, которую порождало такое разделение, будут более энергичными, чем обычные дети. Единственной целью спартанского брака было воспроизводство, и было много случаев, когда заключались соглашения о зачатии детей не только от мужа и жены. Если муж был очень стар, он мог выбрать молодого человека, чтобы тот оплодотворил его жену от его имени. Все эти меры принимались для того, чтобы дети были как можно более впечатляющими и превосходили детей других спартанцев. Спартанские жены не могли работать, чтобы заработать деньги, и должны были обеспечивать себя за счёт выделенной им земли, которую обрабатывали рабы или работники низшего класса. Неизвестно, владели ли сами женщины землёй, или они следили за землёй, выделенной их мужьям. Спартанские женщины не оплакивали смерть мужей или сыновей, погибших на войне, а скорее гордились их храбрыми поступками и героической смертью.

### В Гортине
Есть некоторые свидетельства того, что в Гортине женщины имели больше законных прав, чем в Афинах или Спарте, хотя они все ещё не были значительными по сравнению с правами мужчин. Мужья и жены делили доходы от совместного имущества, но женщина сохраняла единоличный контроль над своей собственностью.

### Жизнь незамужних женщин
Неизвестно, насколько часто в Древней Греции встречались незамужние женщины, поскольку они не представляли интереса для мужчин-историков. В «Лисистрате» Аристофана есть строки, в которых говорится о печали афинских женщин по поводу женщин, которые состарились и теперь не могут иметь законных детей из-за того, что мужчины так долго отсутствовали на Пелопоннесской войне. Незамужние женщины материально зависели от ближайшего члена семьи мужского пола. Если её семья была бедной, это могло даже заставить женщину заниматься проституцией, чтобы прокормить себя.

## Развод
По мнению современных учёных, развод в Древней Греции не вызывал осуждения. Любая негативная репутация, связанная с разводом, скорее всего, была связана не с самим разводом, а с сопутствующими ему скандалами. В Афинах и муж, и жена имели право начать бракоразводный процесс. Муж просто должен был отослать жену обратно к отцу, чтобы расторгнуть брак. Чтобы жена получила развод, она должна была предстать перед архонтом. Хотя развод, инициированный женой, должен был быть зарегистрирован архонтом, он, похоже, не имел права принимать какие-либо решения по этому поводу, а просто регистрировал его. Жене, скорее всего, также требовалась поддержка отца и семьи. Жена была финансово защищена законами, которые объявляли, что её приданое должно быть возвращено в случае развода. Существовало две дополнительные причины, с помощью которых другие люди, кроме самих супругов, могли расторгнуть брак. Первая из них — развод по инициативе отца невесты; единственный сохранившийся пример этой процедуры содержится в речи Демосфена «Против Спудия». Это допускалось только в том случае, если жена не родила мужу ребёнка Наконец, если женщина становилась единственной наследницей после замужества, её ближайший родственник мужского пола после смерти отца должен был расторгнуть и свой, и её нынешний брак, чтобы жениться на ней..
В случаях, когда женщина была уличена в прелюбодеянии, муж был обязан развестись с женой под угрозой лишения гражданских прав. Есть предположение, что в некоторых случаях, во избежание скандала, мужья могли не соблюдать строго этот закон. После развода муж был обязан выплатить приданое жены. Если он этого не делал, то должен был выплачивать 18 % годовых.
В Спарте бесплодие жены, похоже, было основанием для того, чтобы муж мог расторгнуть брак.
В Гортине либо муж, либо жена могли развестись. Если развод происходил по инициативе мужа, он должен был выплатить жене небольшую денежную компенсацию. Разведённые жены сохраняли своё имущество, половину урожая со своего участка и половину того, что они соткали.
Другой распространённой причиной прекращения брака было овдовение. Женщины часто становились вдовами, когда их мужья погибали на войне, мужчины обычно становились вдовцами в результате смерти жён во время родов. Разведённые или овдовевшие люди часто вступали в повторный брак.